# Prometheus Society
La Prometheus Society è una 'società ad alto QI' simile al Mensa International. Per l'ammissione è richiesto di rientrare nel 99,997 percentile (4 deviazioni standard) corrispondente a una rarità di 1 su 30.000 (per il Mensa è 1 su 50).

## Storia

### Retroscena
La prima società ad alto QI la cui ammissione dipende dal superamento di un esame, escludendo il mandarinato cinese, è il Mensa International. L'associazione fu fondata grazie all'incontro di due uomini su un treno.
Sebbene le ragioni che hanno spinto Ware e Berrill a fondare un QI club siano oggetto di disputa, è probabile che capirono dalla loro prima conversazione che nonostante avessero vite differenti, avevano molto in comune. Ipotizzarono che ciò che avevano in comune fosse l'intelligenza, e decisero di creare una società di persone selezionate per questa caratteristica (attraverso l'unico mezzo disponibile, i test) per metterle in contatto tra loro.
Decisero di focalizzarsi soprattutto su persone che i test avrebbero posizionato al 98° percentile.

### Oltre il 98 percentile
Nei lontani anni trenta, l'innovativa ricerca del Dr. Leta Hollingworth, portò alla pubblicazione di Children Above 180 IQ (1942), il quale evidenziava che c'era un gruppo di persone con un'intelligenza estremamente alta che avevano molto in comune tra loro ed erano tanto diverse dalle persone al 98 percentile tanto quanto queste ultime erano diverse dalle persone con un QI normale.  Questo livello, 180 di ratio QI, corrisponde a circa 1 persona su 30000. A partire dagli anni sessanta, ci furono molti tentativi di formare società che accettavano persone a un livello vicino a quest'ultimo. La International Society for Philosophical Enquiry e la Triple Nine Society, entrambe esistenti oggi, furono fondate negli anni settanta. Loro accettano persone al livello di 1 su 1000, quindi anche loro lontane dal valore di Hollingworth. Questo era dovuto a un problema. A parte alcuni punteggi ottenuti nell'infanzia, non c'erano test standardizzati disponibili per adulti per gli alti livelli e l'estrema rarità del punteggio voluto, ne rendevano difficile la standardizzazione.

### Difficoltà nell'esaminazione
C'erano due possibili strade per aggirare l'ostacolo. O ottenere sufficienti dati dai normali test esistenti e normalizzarli al livello di Hollingworth, oppure creare nuovi test di alto livello appositi e normalizzarli di conseguenza. Negli anni settanta, fu questo l'approccio seguito. Sia Kevin Langdon sia Ronald Hoeflin svilupparono test non supervisionati, senza limiti di tempo per alti livelli. Langdon dichiarò che il suo Langdon Adult Intelligence Test aveva un tetto di uno su un milione (176 QI [o 171 usando la deviazione standard di 15], corrispondente a 4.75 deviazioni standard). Hoeflin dichiarò un tetto considerevolmente più alto, ma in realtà i test di Langdon e Hoeflin erano strettamente comparabili, tanto che il test di Hoeflin aveva un tetto di solo uno o due punti in più rispetto a quello di Langdon. Questi test furono dati a un gruppo di circa trentamila candidati, reclutati attraverso la rivista Omni, e i risultati furono usati per mettere a punto la scala. Langdon ha utilizzato gli scarti quadratici medi; Hoeflin ha usato il livellamento equipercentile. Usando questi test e normalizzazioni, Ronald Hoeflin fondò la Prometheus Society nel 1982. Fu la seconda società a selezionare persone al livello di 1 su 30000, dopo la società di Kevin Langdon, Four Sigma Society, fondata nel 1976.

### Cambiamenti recenti
Il numero di membri era però sempre limitato dal numero di persone che avevano fatto i test di Langdon e Hoeflin, e fu ancor più limitato quando, negli anni novanta, furono pubblicate su internet le risposte ad alcuni quesiti dei test. Tuttavia, esisteva un grande gruppo di potenziali membri in mezzo a decine di milioni di persone che avevano fatto test standardizzati classici come il SAT Reasoning Test. Il problema era normalizzarli. Nel 1999, la Prometheus formò una commissione di dieci membri, molti dei quali esperti in psicometria, per adempiere a questo compito. La commissione produsse un lungo rapporto esaminando tutti i test di intelligenza, determinando quali di questi potevano evidenziare un livello a 4 deviazioni standard, e quale fosse per ognuno il giusto punteggio da ottenere. Questo rapporto raccomandava che i membri fossero scelti in base a punteggi ottenuti in alcuni dei più importanti test standardizzati, incluso il SAT, il GRE, il Wechsler Adult Intelligence Scale, il Cattell Culture Fair III, e altri. Questa novità aumentò notevolmente il numero di membri che oggi conta diverse centinaia di persone.

## Membri
I membri provengono dai contesti più disparati. Ci sono CEO di aziende high-tech, professori di matematica, programmatori, PhD di fisica, ufficiali dell'esercito, e impiegati alla NASA. Come la lista suggerisce, i membri hanno molto in comune e i coordinatori del gruppo hanno cercato di mettere in contatto i membri con gli stessi interessi. La società produsse così un giornale di 72 pagine, Gift of Fire, pubblicato dieci volte all'anno, il quale contiene articoli riguardanti poesia, arte, e racconti brevi. Forse il più conosciuto articolo che è apparso sul Gift of Fire è il trattato di Grady Towers, "The Outsiders".

### Membri famosi
- Dan Barker
- Ronald K. Hoeflin
- Marilyn vos Savant